# Kaundinja
Kaundinja (szanszkrit: कौण्डिन्य, Kauṇḍinya, páli: Kondañña) vagy Adzsnata Kaundinja (szanszkrit: अज्ञात कौण्डिन्य, Ājñātakauṇḍinya, páli: Añña Kondañña) buddhista bhikkhu (szerzetes) volt Gautama Buddha közösségében (Szangha). Ő volt a legelső tanítvány, aki elérte az arahant tudatszintet (megvilágosodott Buddha tanításai hatására). Az i.e. 6. században élt a mai indiai Uttar Prades és Bihár államok területén.
Kaundinja brahmin származású volt, aki legelőször a Védák magas szintű ismeretével tűnt ki, majd kinevezte őt udvari tudósnak Kapilavasztu királya, Suddhódana. Ő volt az egyedüli jós, aki Sziddhártha herceg (a későbbi Buddha) születésekor megjósolta, hogy a hercegből megvilágosodott buddha fog válni és felesküdött, hogy a tanítványa lesz. Kaundinja és öt kollégája követte Sziddhárthát a  hatéves aszkéta gyakorlatai során, de szégyenkezve elhagyták őt amikor az felhagyott az önsanyargató gyakorlatokkal. Később, megvilágosodása után, Gautama Buddha ennek a csoportnak tartotta meg legelső beszédét (amelyet a dharma kerekének legelső megforgatásának neveznek). A csoportból legelőször Kaundinja értette meg a tanításokat és azonnal elérte az arhat tudatszintet.
Tehát Buddha első öt tanítványa közül Kaundinját tartják a legjelentősebbnek, aki később India egyéb területein utazgatva tanította a dharma tanait. Sikerült megtérítenie például unokaöccsét, Punnát, akiről Buddha később azt mondta, hogy a dharma legkiválóbb tanítója. Kaundinja az élete utolsó éveiben visszavonult a Himalájába.
Kaundinja korábbi életeit sok buddhista irodalom jegyzi, amelyekből kiderül, hogy már korábbi életeiben is többször találkozott Buddha korábbi testet-öltéseivel és régen megfogadta, hogy Buddha tanítványaként először fogja megérteni a dharmát és meg fog világosodni.

## Élete
Kaundinja gazdag brahmin családból származott, a Kapilavasztu melletti Donavatthu városból. Tanulmányai során mesteri szintre fejlesztette a Védák ismeretét, és a fiziognómia (lakhana-manta – az emberi személyiség típus külső fizikai jegyekből való olvasata) kiváló ismerője volt.
Kaundinjából fiatal brahmin tudós vált a szákja király, Suddhódana udvarában. Ő is meghívást kapott a királyi udvarba az újszülött Sziddhártha herceg névadási szertartására, ahol vele együtt több tudóst is felkértek, hogy adjanak jóslatot a csecsemő sorsával kapcsolatban. Sziddhártha herceg volt Suddhódana és Májá királynő húszéves házasságából sz első gyermek, így nemcsak a királyi család, de az egész társadalom nagy figyelemmel kísérte az eseményeket. Kaundinja kivételével az összes jós két lehetséges utat festett le Sziddhártha jövőjeként: vagy hatalmas uralkodó (csakravartin) válik belőle vagy felhagy a világi élettel és magas szintű vallási vezető lesz belőle. Egyedül Kaundinja jövendölte, hogy Szidhhárthából egyértelműen buddha lesz.
Kaundinja ezután fogadalmat tett, hogy követni fogja Sziddhárthát, amikor az hátrahagyja a világi életet és helyette a spirituális életet választja. Mindeközben Suddhódana mindent megtett, hogy Kaundinja jóslata nem történhessen meg, ugyanis ő hatalmas királyként szerette volna látni fiát. Ennek érdekében az ifjú herceget a legnagyobb luxusban nevelte a királyi palota falain belül, teljesen elzárva a külső világ valóságától és a spiritualitástól. Sziddhárthának azonban később sikerült meggyőznie apját, hogy engedje elhagyni a palotát, hogy találkozhasson alattvalóival. A király minden igyekezete ellenére, hogy a fiú csak a szépet és a jót láthassa, Sziddhártha mégis szert tett négy gondolatébresztő látványra, amelyek arra késztették, hogy átalakítsa egész világnézetét.

## Arhatsága

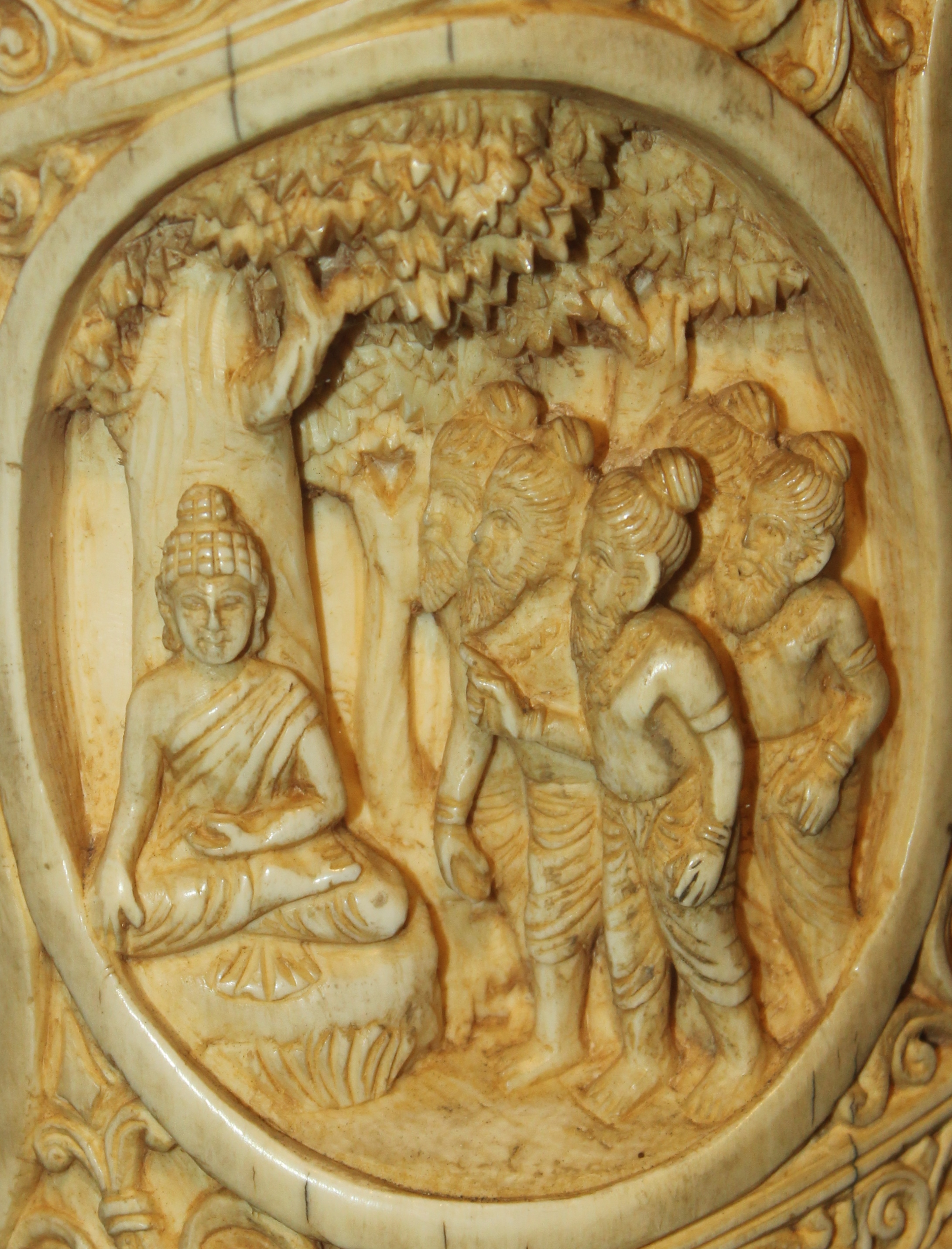
Sziddhártha és az öt aszkéta találkozása.

A 29 éves Sziddhártha a világi élettel szemben a spirituális utat választotta és vándorló szerzetesként a korabeli filozófiai iskolák mestereitől tanult. Kaundinja, valamint Bharika (Bhaddija), Baszpa (Vappa), Mahanama és Aszvadzsit (Asszadzsi) követték őt az aszkéta életbe. Ötjüket úgy is nevezték, hogy a Pancsavaggija (az ötös csoport) vagy Pancsaka Bhadravargija (az öt szerencsés csoportja). Miután Sziddhartha elsajátította Arada Kalama (Alara Kalama), majd Udraka Ramaputra (Uddaka Ramaputta) tanításait és egyiket sem találta elegendőnek a megvilágosodáshoz, kíméletlen aszkéta gyakorlatokba kezdett Kaundinjáékkal együtt Uruvilva (Uruvela) környékén. Megvonták maguktól az ételt és a folyadékot és hat éven át folyamatosan halálközeli állapotoknak tették ki testüket eredmény nélkül. Ekkor Sziddhártha felhagyott ezekkel a gyakorlatokkal. Kaundinja és társai kiábrándultak Sziddhárthából és tovább álltak Mrgadavába (Iszipatana – a mai Váránaszi közelében), hogy ott folytassák megkezdett gyakorlataikat.
Miután Sziddhártha meditálás közben megvilágosodott – a hagyományok szerint innentől már Gautama Buddhának nevezik – felkereste korábbi tanítóit, hogy megtanítsa nekik, amit ő megtapasztalt, azonban addigra azok már meghaltak. Ezután Buddha úgy döntött, hogy felkeresi Kaundinjáékat, akik először nagyon kétkedőek voltak a tanításaival kapcsolatban, mivel ő feladta az aszkézist. Azonban hamar felfigyeltek rá, hogy Buddha igen megváltozott mióta elhagyta őket. Ekkor Buddha elmondta nekik a Dhammacsakkappavattana-szuttát (páli; szanszkrit: Dharmacsakra Pravartana-szútra), amely a négy nemes igazsággal és a nemes nyolcrétű ösvénnyel foglalkozik. Kaundinja azonnal elérte az arhat szotápanna tudatszintjét. Buddha ezt hagyományosan az "annaszi vata bho Kondanno ("megvalósítottad, Kondanna") kifejezéssel ismerte el. Öt nappal később, miután hallotta az éntelenségről szóló Anattalakkhana-szuttát elérte a teljes arhat tudatszintet. Így Kaundinja lett az első arhat. Ezután engedélyt kért Buddhától, hogy visszavonuljon a világi élettől, amelyet természetesen megkapott.